# Свиридов, Алексей Владимирович

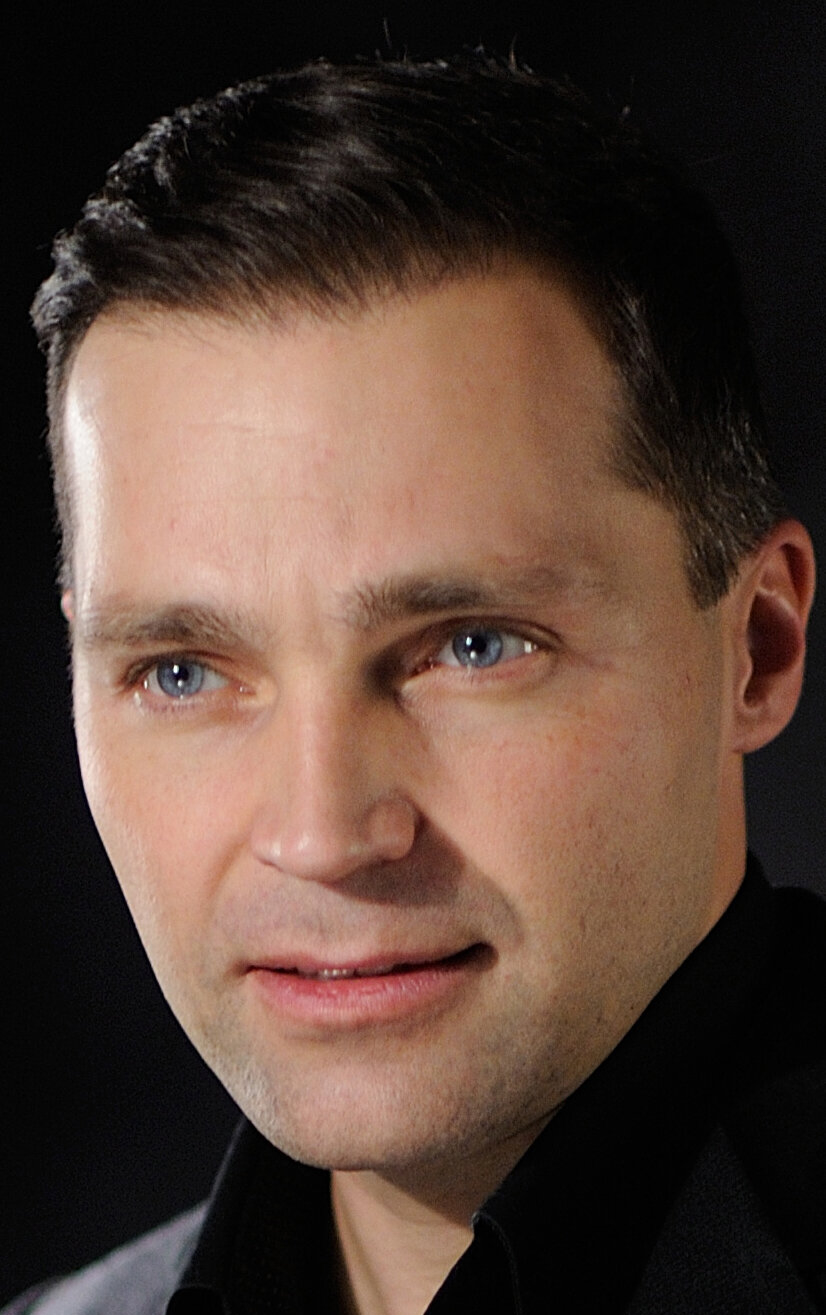
Свиридов Алексей

Алексе́й Влади́мирович Свири́дов (30 августа 1977, Ленинград) — режиссёр кино, социальных и театральных проектов, сценарист, актёр, а также преподаватель режиссуры и законов драматургии, спикер — эксперт по корпоративной миссии, ценностям и мотивации. Лауреат награды «BEST DRAMA» на Sunlight International Film Festival в Берлине. Наиболее известен благодаря роли Дениса Кошкарёва в сериале Обручальное кольцо и роли Юрия Гагарина в фильме «12 апреля 1961 года. 24 часа».
С 2020 г. руководитель «АНО Центр реализации программ и проектов в сфере культуры и киноискусства „Апостол Филмс“».
В 2021 г. основал Молодежный Кинофестиваль Позитивного Контента «Кино — во Благо».
Автор методики «Киновоспитание», которая была реализована в рамках киномастерской Апостол Филмс при поддержке Фонда президентских грантов в 2021 году
2021 г. сценический режиссёр на Первом канале в программе «Сегодня вечером».
С 2010 г. преподаватель режиссуры, актёрского мастерства, креативного мышления и памяти, законов драматургии в бизнесе и творческих проектах.
С 2008 г. спикер и режиссёр таких событий, как: Чемпионат мира по стрельбе, Всероссийские молодёжные слёты, международные творческие фестивали, конференции.

## Биография
Алексей Свиридов родился и вырос в Ленинграде. В школьные годы параллельно основной учёбе занимался музыкой во Дворце Пионеров по классу виолончели. Кроме того, Алексей увлекался психологией и философией.
Когда пришло время выбрать профессию, поступил в Петербургский государственный университет путей сообщения на факультет экономики и менеджмента.
После окончания университета в 2004 году Алексей отправился в США, занимался постановками шоу. В 2005 году вернулся в Россию.
В ГИТИСе Алексей Свиридов учился на курсе известного актёра Евгения Стеблова. Будучи студентом, Алексей снимался в ряде эпизодических ролей в различных фильмах и сериалах.

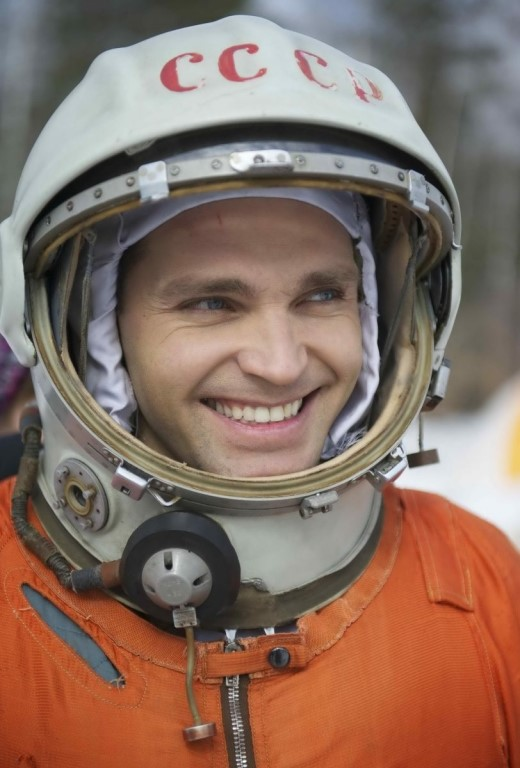
Гагарин - Алексей Свиридов в роли Ю.А.Гагарина, на съемках фильма "12 апреля 1961 года"

В 2009 году Алексей окончил ГИТИС и получил диплом актёра. Наиболее известной его работой этого периода стала роль Дениса Кошкарёва, «Обручальное кольцо». 
В настоящий момент Руководит АНО Центр Культуры и киноискусства Apostol Films, снимает короткометражные и документальные фильмы, рекламу. Также снимает рекламу для федеральных телеканалов. В настоящее время ведёт работу над созданием полнометражного фильма.

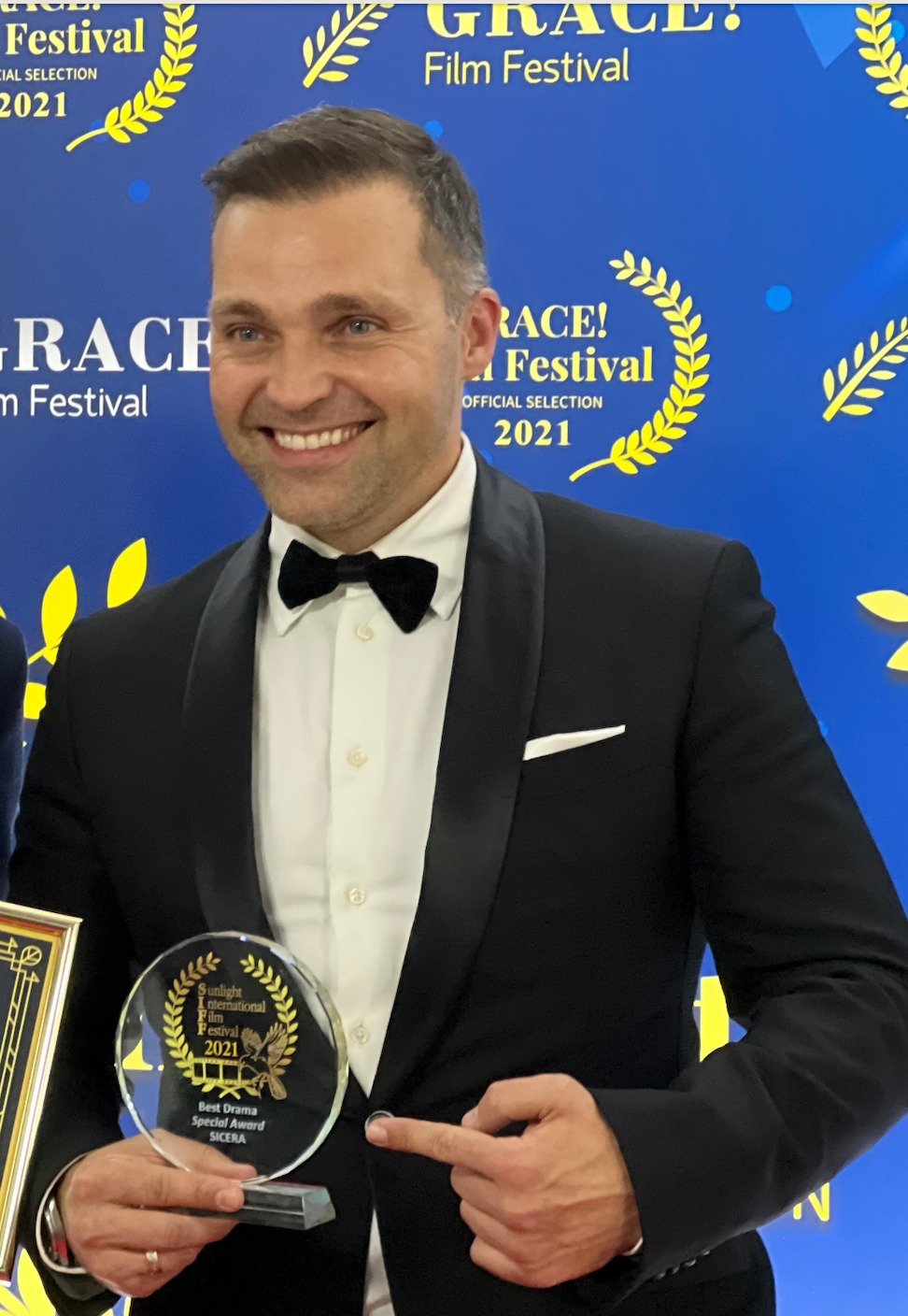
На вручении награды «BEST DRAMA» на Sunlight International Film Festival

### Образование
- С 2001 г. Инженер СДМ ПГУПС.
- С 2004 г. Экономист-маркетолог ПГУПС.
- В 2009 г. окончил «РАТИ-ГИТИС». Мастерская: Е.Ю. Стеблова.
- В 2016 г. окончил факультет театральной режиссуры в «Театральной школе Константина Райкина» Мастерская: К.М. Гинкаса.
- В 2019 г. окончил киношколу Митты на режиссёра кино и телевидения.
- В 2019 г. окончил магистратуру в режиссёрском факультете ГИТИСа (Мастерские Е.Б. Каменьковича, С.В. Женовача)[9].
- По курсу С.В. Женовача написал диссертацию «Развитие режиссёрской индивидуальности», которая получила позитивные отзывы в профессиональной среде, и стала основой авторской методики «Киновоспитание».

### Личная жизнь
Есть дети: Анастасия, Серафим, Злата, Ника. Алексей — человек религиозный и уделяет много времени духовному развитию.
Хобби: игра на гитаре, велоспорт, пробежки и скандинавская ходьба. Ведёт здоровый образ жизни. С 2010 года полностью отказался от мяса, что по иронии судьбы случилось после того, как сыграл фитнес-тренера — вегетарианца в сериале «Счастливы вместе». Не употребляет алкоголь, не курит, категорически не использует ненормативную лексику.
Алексей паломник и путешественник: много раз паломничал на Афон (Греция), несколько раз посещал Гроб Господень в Иерусалиме (Израиль), Святыни Грузии. В 2004—2005 гг. жил в Америке, город Лас-Вегас, также был в Австралии, Остров «Лангкави» (Малайзия), Франции, Италии и Болгарии.

## Фильмография

### Актёр[10]
| Год       |     | Название                             | Роль                                               |
| --------- | --- | ------------------------------------ | -------------------------------------------------- |
| 2005—2006 | с   | Не родись красивой                   | официант                                           |
| 2006—2012 | с   | Счастливы вместе                     | Карлос                                             |
| 2007      | с   | Агония страха                        | тренер в фитнес-клубе                              |
| 2007      | ф   | Курортный роман                      | Алексей                                            |
| 2007      | ф   | Самый лучший фильм                   | мужик в рекламе                                    |
| 2007      | с   | Час Волкова                          | старший лейтенант Погребняк (нет в титрах)         |
| 2008      | с   | И всё-таки я люблю…                  | Дмитрий Андреевич                                  |
| 2008      | с   | Час Волкова - 2                      | Командир ОМОНа                                     |
| 2008      | с   | Шпионские игры                       | эпизодическая роль                                 |
| 2009      | с   | Журов                                | Облысов, мотоциклист                               |
| 2009      | с   | Северный ветер                       | помощник Гринько, киллер                           |
| 2009      | с   | Следопыт                             | Олег                                               |
| 2010      | с   | «Алиби» на двоих                     | Славик, продавец                                   |
| 2010      | с   | Дом образцового содержания           | водитель Шадрина                                   |
| 2010      | с   | Отдел                                | Горшколепов                                        |
| 2010      | с   | Паутина-4                            | Николай, оперативник                               |
| 2010      | с   | Погоня за тенью                      | Иван Слепцов                                       |
| 2011      | док | 12 апреля 1961 года. 24 часа         | Юрий Гагарин                                       |
| 2011      | с   | Большие надежды                      | Артём, бизнесмен                                   |
| 2011      | с   | Дикий-2                              | Олег Трофимов, вор-рецидивист                      |
| 2011      | с   | Закон и порядок: Преступный умысел-4 | Балуков                                            |
| 2011      | с   | Знахарь 2: Охота без правил          | сотрудник ФСБ                                      |
| 2011      | с   | Обручальное кольцо                   | Денис Кошкарёв                                     |
| 2011      | с   | Объект 11                            | Масягин                                            |
| 2012      | ф   | Васильки для Василисы                | Вадим                                              |
| 2012      | с   | В зоне риска                         | Никита Вырин, бывший муж Насти                     |
| 2012      | с   | Выхожу тебя искать-2                 | Василий, редактор телепрограммы «Жить до старости» |
| 2012      | с   | Хоккейные игры                       | Юрий Гагарин                                       |
| 2013      | с   | До смерти красива                    | директор кондитерской фабрики                      |
| 2014      | с   | Чужая жизнь                          | Алексей, лётчик                                    |
| 2015      | с   | Неподсудные                          | эпизодическая роль                                 |
| 2016      | с   | Гражданин Никто                      | Юрий Гагарин                                       |
| 2016      | с   | Следователь Тихонов                  | Сергей Петрович Терехов, свидетель                 |
| 2017      | с   | Живой                                | адвокат                                            |
| 2017      | с   | Морозова                             | Филипп                                             |
| 2018      | ф   | Жена моего мужа                      | Сергей, муж Ольги (нет в титрах)                   |
| 2018      | с   | Ланцет                               | управляющий компанией                              |
| 2018      | с   | Прекрасные создания                  | Илья                                               |
| 2020      | с   | Ищейка-5                             | Сергей Фомин, врач скорой                          |
| 2022      | кор | Мама, я вырасту                      | Владимир Михайлович, врач                          |
| 2023      | док | Камертон счастья                     | Сыграл себя (камео)                                |

### Режиссёр и сценарист
| Год  |     | Название             | Примечание                                              |
| ---- | --- | -------------------- | ------------------------------------------------------- |
| 2021 | кор | Сикера               | Режиссёр и сценарист                                    |
| 2022 | кор | Мама, я вырасту      | Владимир Михайлович, врач, а также режиссёр и сценарист |
| 2023 | кор | Крылья               | Режиссёр и сценарист                                    |
| 2023 | док | Камертон счастья     | Режиссёр и сценарист                                    |
| 2023 | док | Афон — прикосновение | Фильм в разработке. Режиссёр и сценарист                |
| 2024 | кор | 16 строк             | Режиссёр и сценарист                                    |

## Театральные постановки

### Актёр
- 2008 г. «Я, Фейербах» реж. Н. Оралова / роль Ассистента режиссёра
- 2008 г. «Фауст» реж. Г. Червинский / роль Фауста
- 2009 г. «Фиеста» реж. М. Кайдалова / роль Кона
- 2009 г. «Юбилей» реж. З. Матросова / роль Шипучина
- 2010 г. «Кукольный дом» реж. З. Матросова / роль Крогстеда
- 2010 г. «Три рубля» (моноспектакль) реж. А.Терехов / гл. роль Автора
- 2011 г. «Пикник на обочине» реж. А. Матвеев / роль Рэдрика Шухарта
- 2012 г. «Старец Амвросий» реж. А. Матвеев / гл. роль Мастера
- 2012 г. «Эти свободные бабочки» реж. В. Лезин / роль Ральфа Остина
- 2015 г. «Духовка №3» реж. А. Артемов / роли: Роджера, Учителя
- 2015 г. «Однодум» реж. А. Матвеев / гл. роль Ланской
- 2017 г. «Иллюзии» реж. А. Артемов / роль Алекса
- 2018 г. «Пять вечеров» реж. О. Анохин / гл. роль Александра Ильина[9]

### Режиссёр

#### Другие страны
- 2005 г. Сценическое шоу для казино. США, Лас-Вегас
- 2018 г. «Чайка». Международный фестиваль, Болгария
- 2019 г. «Сказка о рыбаке и рыбке». Молодёжный фестиваль, Италия

#### Россия
- «Даймон Врубеля». Кремль
- «Камертон счастья». Для телевизионного проекта
- «Няня Макфи». Спектакль в Останкино
- «Очарованный странник». ГИТИС, мастерская Л.Е.Хейфеца
- «Однодум». Н. Ланской
- «Обыкновенное чудо» Е. Шварц
- «Блокада». По книгам «Детская блокада» и «У войны не женское лицо» Светланы Алексеевич
- «Мост». По книге «Отец Арсений»
- «Синяя птица» М. Метерлинк
- «The Blue Bird» M. Maeterlinck (eng. version) — (Гран-при на Городском театральном конкурсе на иностранных языках среди школ Москвы)
- «Аллилуйя любви» — (Компиляция из произведений Л. Н. Толстого «Анна Каренина», «Война и мир»;  А. А. Вознесенского «Юнона и Авось»; А. С. Пушкина «Евгений Онегин»)
- «Маленький принц» С. Экзюпери
- Жития святых: «Старец Амвросий», «Ефрем Сирин».

## Преподаватель режиссуры и актёрского мастерства, законов драматургии и креативного мышления
Сотрудничал с компаниями: Bork, Kia, Росатом, Сбербанк, Росбанк.
Преподаватель режиссуры, визуальной грамотности и актёрского мастерства в «ШТИЗ» (Школа Телевидения и Интернета «Красный квадрат», Первый канал), 2020—2022гг.
С 2020 г. преподаватель режиссуры Высшей школы «Останкино».
С 2017 г. ведёт проект «Киновоспитание». Ведёт мастер-классы, сценарное и актёрское мастерство, креативное мышление в: МГУ, МПГУ, ГИТР, а также на Международных фестивалях в Болгарии, Италии и Всероссийской организации «Общее дело» и «Родительская палата».
В 2014—2020 гг. преподаватель — режиссёр театральной студии в школе с углублённым изучением английского языка № 19 имени В. Г. Белинского (Москва).
В 2013—2015 гг. Преподаватель актёрской школы «Талантино».

## Ведущий
Алексей частый гость телеканала СПАС.
C 2020 г. студия выпускает различные интервью на официальном канале. Например, с такими актёрами, как Ирина Безрукова и Александр Соколовский.
В 2015—2018 гг. Алексей был ведущим телеканала БАЛАНС-ТВ.

## Награды
Короткометражный фильм «Сикера», снятый Алексеем Свиридовым в 2021 году, был удостоен премии «BEST DRAMA» на международном кинофестивале «Sunlight International Film Festival» в Берлине. Главные роли в фильме сыграли Эммануил Виторган и Ирина Безрукова.